# Маркиз де Аржансон
Маркиз де Аржансон (фр. marquis d'Argenson) — старинный французский аристократический титул принадлежащий семье Аржансон. Сеньория Аржансон в Турене было возведена в маркизат в январе 1700 года королём Франции Людовиком XIV.

## Список маркизов де Аржансон
- 1700—1721: Марк-Рене де Вуайе де Польми д’Аржансон (1652-1721), 1-й маркиз д’Аржансон, сын предыдущего;
- 1721—1757: Рене-Луи де Вуайе де Польми д’Аржансон (1694-1757), 2-й маркиз д’Аржансон, сын предыдущего;
- 1757—1787: Антуан-Рене де Вуайе де Польми д’Аржансон (1722-1787), 3-й маркиз д’Аржансон, сын предыдущего;
- 1787—1842: Марк-Рене де Вуайе де Польми д’Аржансон (1771-1842), 4-й маркиз д’Аржансон, двоюродный племянник предыдущего;
- 1842—1862: Шарль-Марк-Рене де Вуайе де Польми д’Аржансон (1796-1862), 5-й маркиз д’Аржансон, сын предыдущего;
- 1862—1897: Марк-Рене-Мари де Вуайе де Польми д’Аржансон (1836-1897), 6-й маркиз д’Аржансон, сын предыдущего;
- 1897—1931: Морис-Шарль-Марк-Рене де Вуайе де Польми д’Аржансон (1875-1931), 7-й маркиз д’Аржансон, сын предыдущего;
- 1931—1975: Марк-Пьер-Орельен-Жан-Анри де Вуайе де Польми д’Аржансон (1906-1975), 8-й маркиз д’Аржансон, сын предыдущего[1];
- 1975—1999: Марк-Рене-Франсуа де Вуайе де Польми д’Аржансон (1948-1999), 9-й маркиз д’Аржансон, сын предыдущего;
- 1999 — по настоящее время: Жан-Дени-Мельхиор де Вуайе де Польми д’Аржансон (род. в 1952 году), 10-й маркиз д’Аржансон, брат предыдущего;
  - наследник: Пьер-Анри-Филипп де Вуайе де Польми д’Аржансон (род. в 1979 году), граф д’Аржансон, сын предыдущего;
    - наследник наследника: Филипп-Пьер-Эмерик де Вуайе де Польми д’Аржансон (род. в 2010 году), сын предыдущего.